# كاننغهامية
الفصيلة الكاننغهامية (باللاتينية: Cunninghamellaceae) فصيلة من الفطريات تتبع رتبة العفنيات. تحتوي على 6 أجناس.

## أجناس
- عبسية (باللاتينية: Absidia)
- غونغرونيلا (باللاتينية: Gongronella)
- كاننغهاميلا (باللاتينية: Cunninghamella)